# Euroliga 1999./00.
Ovo je 43. izdanje elitnog europskog klupskog košarkaškog natjecanja. Nakon dvije faze natjecanja po skupinama igrane su osmina završnice i četvrtzavršnica. Hrvatski predstavnik Cibona u osmini završnice od Panathinaikosa. Završni turnir održan je u Solunu od 18. do 20. travnja 2000.

## Završni turnir

### Poluzavršnica
- Barcelona -  Maccabi Tel Aviv 51:65
- Panathinaikos -  Efes Pilsen 81:71

### Završnica
- Maccabi Tel Aviv -  Panathinaikos 67:73

- europski prvak:  Panathinaikos (drugi naslov)
  - sastav ([1]): Fragiskos Alvertis, Giorgos Kalaitzis, Michael Koch, Johnny Rogers, Antonis Fotsis, Ferdinando Gentile, Dejan Bodiroga, Nikos Boudouris, Željko Rebrača, Pat Burke, Oded Kattash, Giorgos Karagoutis, Kostas Maglos, trener Želimir Obradović